# Lee Chung-yong
Lee Chung-yong (på koreansk: 이청용) (født 2. juli 1988 i Seoul, Sydkorea) er en sydkoreansk fodboldspiller, der spiller som kantspiller hos den engelske Premier League-klub Crystal Palace. I perioden 2009-2015 spillede han for Bolton Wanderers og forinden for den sydkoreanske klub FC Seoul.

## Landshold
Lee står (pr. 12. oktober 2013) noteret for 50 kampe og fem scoringer for Sydkoreas landshold, som han debuterede for den 31. maj 2008 i et opgør mod Jordan. Han blev udtaget til sit lands trup til OL i Beijing i 2008, og senere også til VM i 2010 i Sydafrika.